# Plectris sinuaticeps
Plectris sinuaticeps är en skalbaggsart som beskrevs av Moser 1921. Plectris sinuaticeps ingår i släktet Plectris och familjen Melolonthidae. Inga underarter finns listade i Catalogue of Life.